# Picabo Street
Picabo Street (ur. 3 kwietnia 1971 w Triumph) – amerykańska narciarka alpejska, dwukrotna medalistka olimpijska, trzykrotna medalistka mistrzostw świata oraz dwukrotna zdobywczyni Małej Kryształowej Kuli w klasyfikacji Pucharu Świata w zjeździe.

## Kariera
Picabo Street urodziła się w Triumph, w stanie Idaho, jako drugie dziecko Rolanda oraz Dee Street, którzy należeli do ruchu hippisowskiego. Jej rodzice zdecydowali, iż ich córka sama wybierze sobie imię i do tego czasu nazywali ją „Baby Girl” (Dziewczynka). Gdy miała trzy lata rodzina przeniosła się do Ameryki Środkowej, a w paszporcie wpisano imię „Picabo”, od miejscowości położonej niedaleko Triumph. W języku Szoszonów „Picabo” oznacza „lśniące wody”.
Na arenie międzynarodowej po raz pierwszy pojawiła się w styczniu 1988 roku, kiedy wzięła udział w mistrzostwach świata juniorów w Madonna di Campiglio. W swoim jedynym występie, biegu zjazdowym, zajęła tam szóstą pozycję. Podczas rozgrywanych dwa lata później mistrzostw świata juniorów w Zinal była trzynasta w slalomie gigancie oraz piąta w slalomie. W zawodach Pucharu Świata zadebiutowała 6 grudnia 1992 roku w Steamboat Springs, zajmując 22. miejsce w slalomie. Tym samym już w swoim debiucie wywalczyła pierwsze pucharowe punkty. W sezonie 1992/1993 punktowała jeszcze wielokrotnie, w tym 13 marca 1993 roku w Kvitfjell po raz pierwszy stanęła na podium, zajmując drugie miejsce w zjeździe. W zawodach tych wyprzedziła ją tylko Kanadyjka Kate Pace, a trzecie miejsce zajęła Francuzka Carole Montillet. W klasyfikacji generalnej zajęła ostatecznie 39. miejsce. Jeszcze zanim wywalczyła pierwsze pucharowe podium Steet zdobyła srebrny medal w kombinacji podczas mistrzostw świata w Morioce. Reprezentantka USA prowadziła po zjeździe do kombinacji, jednak w slalomie uzyskała trzynasty wynik i ostatecznie zajęła drugie miejsce za Niemką Miriam Vogt.
Kolejny medal zdobyła podczas rozgrywanych w 1994 roku igrzysk olimpijskich w Lillehammer, gdzie zajęła drugie miejsce zjeździe. W zawodach tych rozdzieliła na podium Niemkę Katję Seizinger oraz Włoszkę Isolde Kostner. Na tej samej imprezie wystartowała także w kombinacji, w której po zjeździe zajmowała drugie miejsce, tracąc do prowadzącej Seizinger 0,51 sekundy. W slalomie uzyskała jednak czternasty czas, co dało jej dziesiąty łączny wynik. W zawodach pucharowych czterokrotnie plasowała się w najlepszej dziesiątce, jednak na podium nie stanęła ani razu. W klasyfikacji generalnej sezonu 1993/1994 zajęła 36. miejsce.
Najlepsze wyniki osiągnęła w sezonie 1994/1995, kiedy zdobyła 905 punktów i zajęła piąte miejsce w klasyfikacji generalnej. Na podium stawała dziewięciokrotnie, w odnosząc sześć zwycięstw: 9 grudnia w Lake Louise, 22 stycznia w Cortinie d’Ampezzo, 17 lutego w Åre, 5 marca w Saalbach-Hinterglemm, 11 marca w Lenzerheide i 15 marca 1995 roku w Bormio była najlepsza w zjeździe. W efekcie zdobyła Małą Kryształową Kulę za zwycięstwo w klasyfikacji tej konkurencji. Podobne wyniki uzyskiwała w kolejnym sezonie, w którym na podium znalazła się siedem razy. Tym razem odniosła trzy zwycięstwa: 3 grudnia w Lake Louise, 19 stycznia w Cortinie d’Ampezzo oraz 29 lutego 1996 roku w Narwiku, gdzie ponownie wygrywała biegi zjazdowe. Dzień po ostatnim zwycięstwie, 1 marca 1996 roku w Narwiku po raz ostatni stanęła na podium zawodów pucharowych, zajmując drugie miejsce w swej koronnej konkurencji. Sezon ten ukończyła na szóstym miejscu w klasyfikacji generalnej, a w klasyfikacji zjazdu drugi raz z rzędu zwyciężyła. Wzięła też udział w mistrzostwach świata w Sierra Nevada, gdzie zwyciężyła w zjeździe, a w supergigancie była trzecia za Kostner i Heidi Zurbriggen ze Szwajcarii.
W grudniu 1996 roku Street doznała poważnej kontuzji kolana, która wykluczyła ją ze startów w pozostałej części sezonu 1996/1997. Zdołała się jednak przygotować do sezonu 1997/1998, w którym trzykrotnie plasowała się w czołowej dziesiątce zawodów Pucharu Świata. Wystąpiła również na igrzyskach olimpijskich w Nagano, gdzie zwyciężyła w supergigancie. W zawodach tych o 0,01 sekundy wyprzedziła Austriaczkę Michaelę Dorfmeister, a o 0,07 sekundy pokonała jej rodaczkę Alexandrę Meissnitzer. Pięć dni później zajęła także szóste miejsce w biegu zjazdowym. Wkrótce po zakończeniu igrzysk, w marcu 1998 roku, Amerykanka ponownie doznała kontuzji po tym, jak podczas zawodów uderzyła w siatkę zabezpieczającą i złamała nogę w kilku miejscach. Rehabilitacja wymagała kilku operacji, a Steet straciła kolejne dwa sezony. Do sportu powróciła w sezonie 2000/2001, jednak tylko raz znalazła się w dziesiątce zawodów Pucharu Świata. Nie wzięła udziału w rozgrywanych na przełomie stycznia i lutego 2001 roku mistrzostwach świata w St. Anton, jednak znalazła się w kadrze USA na rozgrywane rok później igrzyska olimpijskie w Salt Lake City. Wystartowała tam tylko w biegu zjazdowym, kończąc rywalizację na szesnastej pozycji. Po zakończeniu igrzysk Street zakończyła karierę.
Kilkukrotnie zdobywała medale mistrzostw USA, w tym złote w supergigancie w latach 1993 i 1996 oraz zjeździe w latach 1994 i 1996. W 1998 roku została wybrana najlepszą sportsmenką USA.

## Osiągnięcia

### Igrzyska olimpijskie
| Miejsce | Dzień     | Rok  | Miejscowość    | Konkurencja | Czas biegu | Strata | Zwyciężczyni     |
| ------- | --------- | ---- | -------------- | ----------- | ---------- | ------ | ---------------- |
| 2.      | 19 lutego | 1994 | Lillehammer    | Zjazd       | 1:35,93    | +0,66  | Katja Seizinger  |
| 10.     | 21 lutego | 1994 | Lillehammer    | Kombinacja  | 3:05,16    | +4,99  | Pernilla Wiberg  |
| 1.      | 11 lutego | 1998 | Nagano         | Supergigant | 1:18,02    | -      | -                |
| 6.      | 16 lutego | 1998 | Nagano         | Zjazd       | 1:29,89    | +0,65  | Katja Seizinger  |
| 16.     | 12 lutego | 2002 | Salt Lake City | Zjazd       | 1:39,56    | +1,61  | Carole Montillet |

### Mistrzostwa świata
| Miejsce | Dzień     | Rok  | Miejscowość   | Konkurencja | Czas biegu | Strata     | Zwyciężczyni    |
| ------- | --------- | ---- | ------------- | ----------- | ---------- | ---------- | --------------- |
| 2.      | 5 lutego  | 1993 | Morioka       | Kombinacja  | 3,39 pkt   | +28,76 pkt | Miriam Vogt     |
| 10.     | 11 lutego | 1993 | Morioka       | Zjazd       | 1:27,38    | +1,04      | Kate Pace       |
| DNF     | 14 lutego | 1993 | Morioka       | Supergigant | 1:33,52    | -          | Katja Seizinger |
| 3.      | 12 lutego | 1996 | Sierra Nevada | Supergigant | 1:21,00    | +0,71      | Isolde Kostner  |
| 1.      | 18 lutego | 1996 | Sierra Nevada | Zjazd       | 1:54,06    | -          | -               |
| DNF     | 19 lutego | 1996 | Sierra Nevada | Kombinacja  | 3:19,68    | -          | Pernilla Wiberg |

### Mistrzostwa świata juniorów
| Miejsce | Dzień       | Rok  | Miejscowość          | Konkurencja | Czas biegu | Strata | Zwyciężczyni           |
| ------- | ----------- | ---- | -------------------- | ----------- | ---------- | ------ | ---------------------- |
| 6.      | 27 stycznia | 1988 | Madonna di Campiglio | Zjazd       | 1:15,24    | +1,05  | Andrea Schwarzenberger |
| 13.     | 23 marca    | 1990 | Zinal                | Gigant      | 2:23,17    | +4,09  | Manuela Umele          |
| 5.      | 24 marca    | 1990 | Zinal                | Slalom      | 1:06,79    | +1,67  | Katrin Neuenschwander  |

### Puchar Świata

#### Miejsca w klasyfikacji generalnej
- sezon 1992/1993: 39.
- sezon 1993/1994: 36.
- sezon 1994/1995: 5.
- sezon 1995/1996: 6.
- sezon 1996/1997: 71.
- sezon 1997/1998: 46.
- sezon 2000/2001: 68.
- sezon 2001/2002: 52.

#### Zwycięstwa w zawodach
1. Lake Louise – 9 grudnia 1994 (zjazd)
2. Cortina d’Ampezzo – 22 stycznia 1995 (zjazd)
3. Åre – 17 lutego 1995 (zjazd)
4. Saalbach-Hinterglemm – 5 marca 1995 (zjazd)
5. Lenzerheide – 11 marca 1995 (zjazd)
6. Bormio – 15 marca 1995 (zjazd)
7. Lake Louise – 3 grudnia 1995 (zjazd)
8. Cortina d’Ampezzo – 19 stycznia 1996 (zjazd)
9. Narwik – 29 lutego 1996 (zjazd)

#### Pozostałe miejsca na podium
1. Kvitfjell – 13 marca 1993 (zjazd) – 2. miejsce
2. Lake Louise – 11 grudnia 1994 (supergigant) – 3. miejsce
3. Garmisch-Partenkirchen – 14 stycznia 1995 (supergigant) – 2. miejsce
4. Cortina d’Ampezzo – 20 stycznia 1995 (zjazd) – 2. miejsce
5. St. Anton – 16 grudnia 1995 (zjazd) – 3. miejsce
6. Cortina d’Ampezzo – 16 grudnia 1995 (zjazd) – 2. miejsce
7. Val d’Isère – 3 lutego 1996 (zjazd) – 2. miejsce
8. Narwik – 1 marca 1996 (zjazd) – 2. miejsce